# Pieter Bruegel cel Bătrân
Pieter Bruegel cel Bătrân (n. 1525, Breda, Țările de Jos – d. 9 septembrie 1569, Bruxelles, Belgia), numit și Bruegel al Țăranilor, este cel mai de seamă pictor flamand al secolului al XVI-lea. Grație originalității și unicității operei sale, ocupă un loc excepțional în istoria picturii. Artistul renunță la tradițiile și tiparele Renașterii, dar profită la maximum de experiențele predecesorilor săi flamanzi și italieni pentru a-și dezvolta propriul stil.

## Viața și opera
Pieter Bruegel cel Bătrân s-a născut cândva între anii 1525 și 1530 în regiunea Kempen, în apropierea graniței de astăzi dintre Olanda și Belgia. A plecat de tânăr la Antwerpen, pe atunci cel mai important port din această parte a Europei. Își face ucenicia la Pieter Coecke van Aalst, pictorul curții lui Carol Quintul. Tânărul Bruegel acumulează totodată solide cunoștințe umaniste, îi citește pe autorii antici, dar și pe Erasmus din Rotterdam și pe François Rabelais. În anul 1551 este acceptat ca maestru în "Breasla Sfântului Luca". Lucrează împreună cu pictorii Hieronymus Cock și Peeter Balten și participă la activitatea celebrei „Camera retoricienilor” din Antwerpen, un fel de club al scriitorilor care avea relații cu breasla locală a pictorilor.

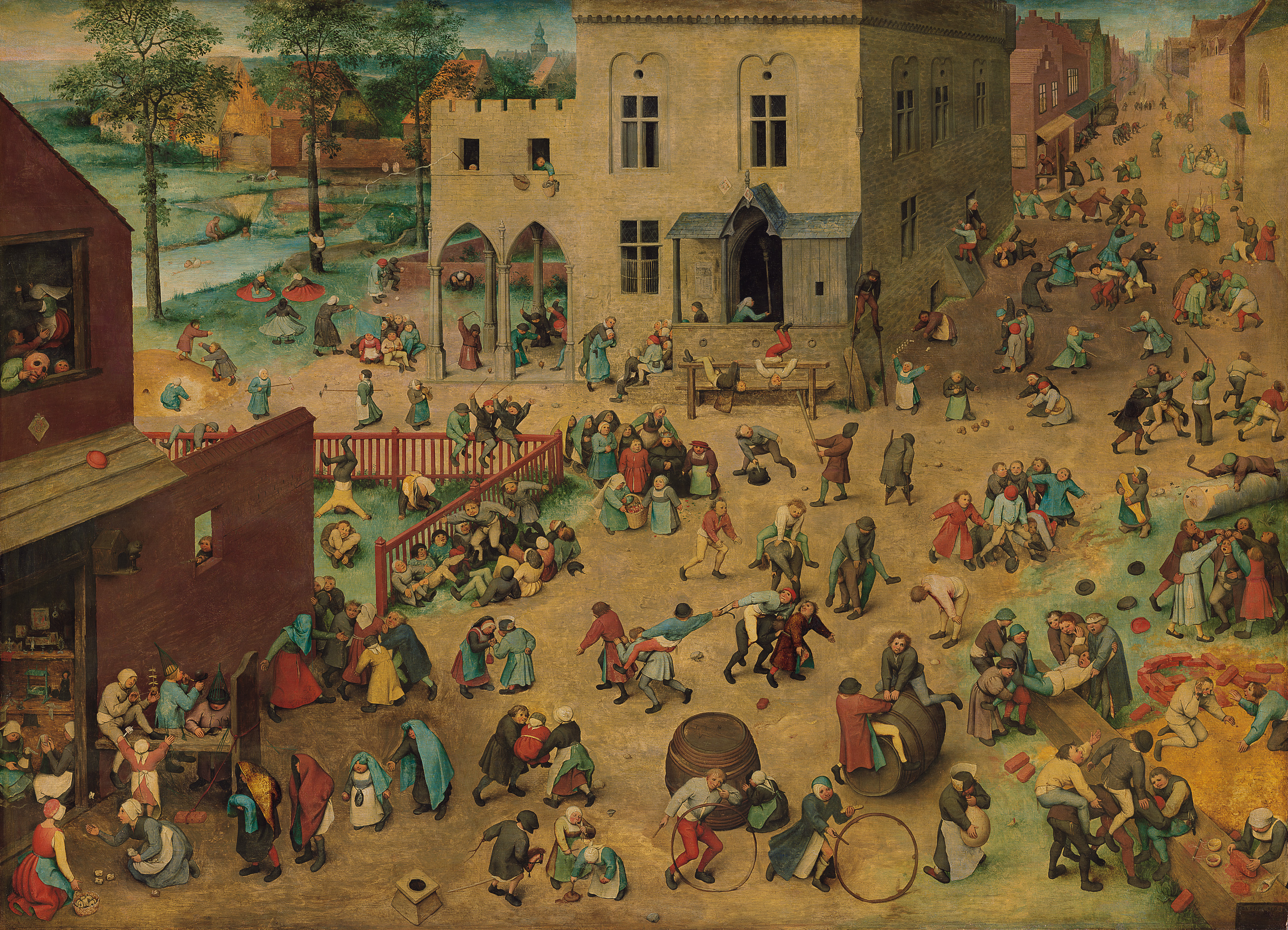
Jocuri de copii (1560)

### Călătoria în Italia
În anul 1552 Bruegel pornește într-o călătorie în Italia, care avea să dureze doi ani. Vizitează Roma și Napoli, realizând un mare număr de desene, care vor stârni admirația prietenilor artistului. Întors la Antwerpen, își mută preocupările în cu totul altă direcție: începe să studieze obiceiurile locale, frecventează cârciumile flamande și ia parte la petreceri populare. Lumea țăranilor, cel mai puțin atinsă de convențiile impuse de comportament și etichetă, devine pentru Bruegel sursa principală de inspirație. Adesea, îmbrăcat în straie țărănești, dându-se drept o rudă sau sătean, ia parte la petrecerile lumii satului, unde observă atent și face nenumărate schițe.

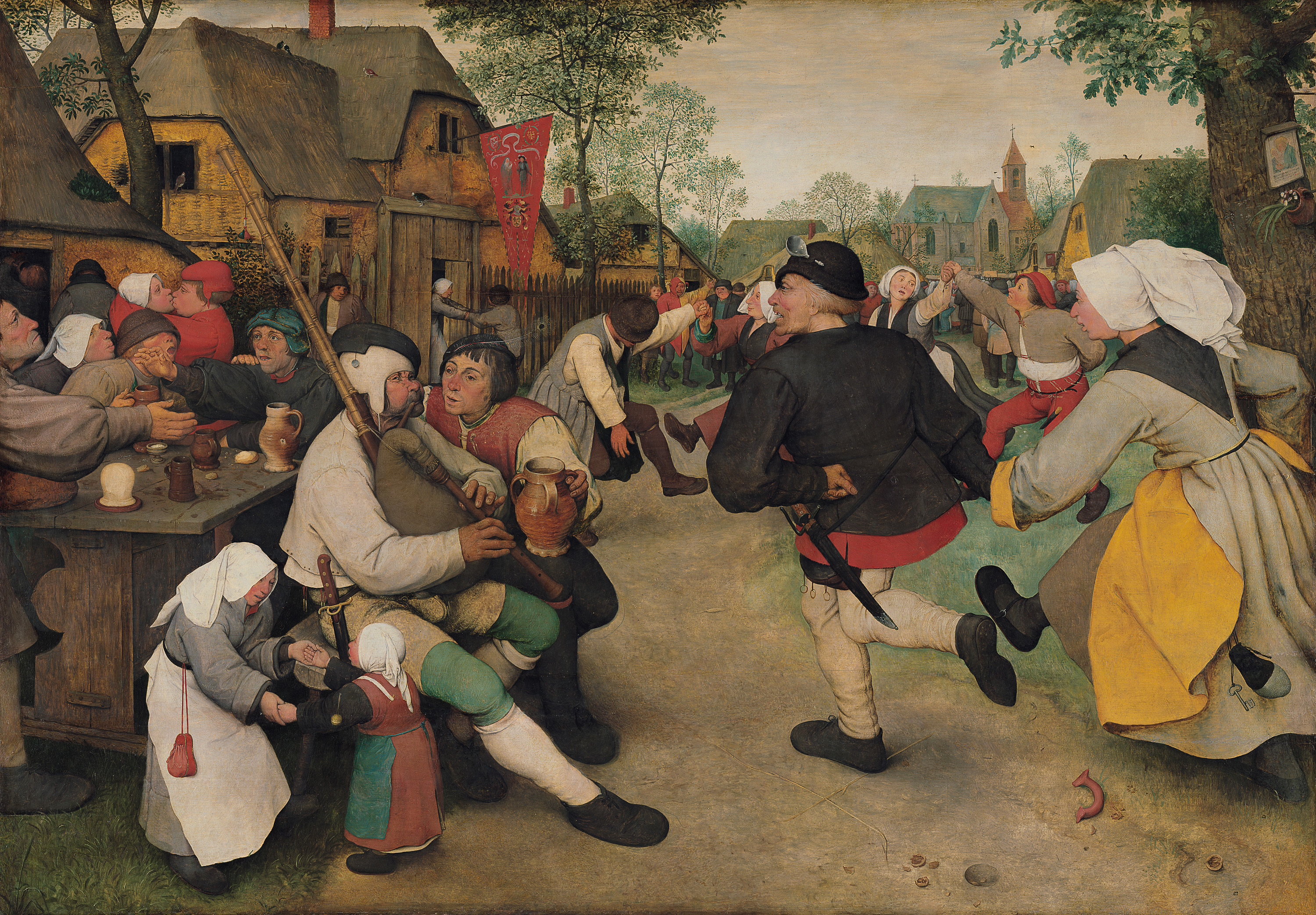
Dansul țăranilor (1568)

"Tinerele fete stau aici în compania flăcăilor... Niciun argument rațional, nicio decizie solidă nu ar putea ține piept acelui ritm, acelei muzici, acelor glasuri tandre de femei. La semnalul capelmaistrului dansul se sfârșește, însă numai atunci când dansatoarea primește un sărut" (Erasmus din Rotterdam).
În anul 1557 execută pentru atelierul lui Hieronymus Cock o serie de desene consacrate celor șapte păcate capitale, care obțin un mare succes. Editorul comandă imediat o nouă serie dedicată celor șapte virtuți. Dar artistul dorește să facă și dovada talentului său de pictor. Începe realizarea unor proiecte mai mari, precum Proverbele (1559) și Jocuri de copii (1560).

### Plecarea la Bruxelles
Din cauza tulburărilor politice care cutremură Olanda acelor vremuri, Bruegel se mută în anul 1563 la Bruxelles, unde are loc căsătoria cu Marieke Coecke. Primul fiu, Pieter, cel care va deveni pictorul Pieter Bruegel cel Tânăr, vede lumina zilei în anul 1564. Din acel moment, Bruegel începe să creeze cea mai mare parte a operei sale, cele mai importante tablouri fiind realizate în mai puțin de șase ani.

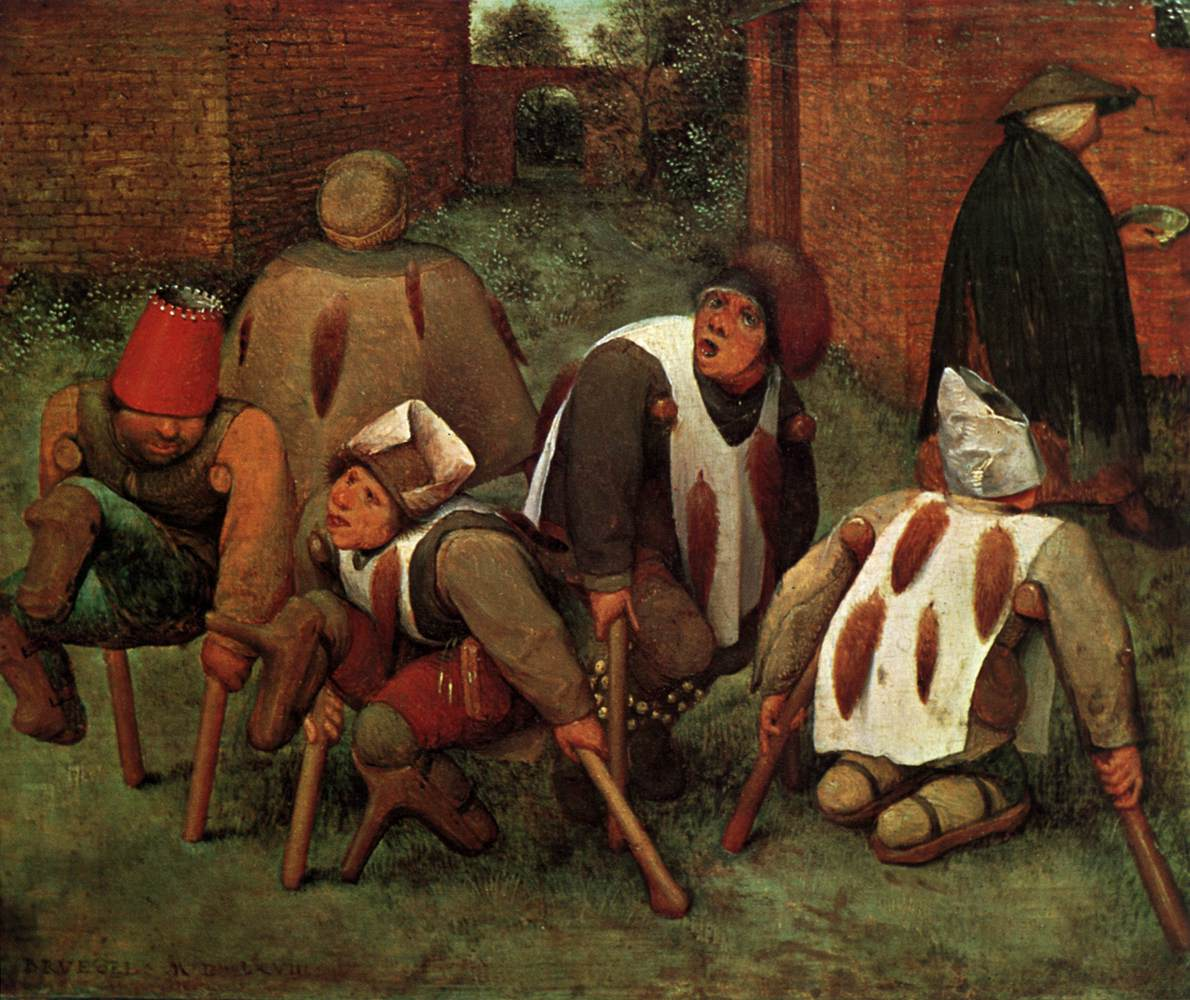
Schilozii (1568)

### Moartea
Pictorul moare la Bruxelles pe 18 septembrie 1569. Deoarece Inchiziția teroriza întreaga Flandră, artistul, aflat pe patul de moarte, arde câteva dintre cele mai compromițătoare pânze, pentru a-și proteja familia. Va fi înmormântat în naosul din dreapta al bisericii Notre-Dame de la Chapelle din Bruxelles.

## Trăsături
Arta lui Bruegel este atemporală și în același timp inseparabil legată de epoca sa, perioadă de înflorire a culturii umaniste și de mari transformări religioase, politice și intelectuale, în care se răspândesc cu repeziciune ideile Reformei protestante. Călătoria în Italia a avut o importanță decisivă pentru dezvoltarea lui Bruegel ca pictor. Influențele artei italiene erau, de altfel, evidente în pictura flamandă din acea vreme. El realizează însă o cotitură fundamentală: arta, care pentru creatorii renascentiști reprezenta o reflectare a celor mai de preț calități omenești, se transformă – în cazul lui – într-un instrument de descriere a vieții de fiecare zi, de creare a unor imagini care oglindesc obiceiurile epocii, satirice, sarcastice și în același timp frumoase.

## „Dinastia“ Bruegel
Pieter Bruegel cel Bătrân a fost inițiatorul unei adevărate dinastii de pictori. Pieter Bruegel cel Tânăr (1564-1638), fiul său cel mai mare, lucrează la Antwerpen începând din anul 1585; este un copiator talentat al tatălui său. Fratele lui, Jan Bruegel (1568-1625), pictează la început flori, dar după o călătorie întreprinsă în Italia devine un peisagist original, cu o sugestivă paletă cromatică. Și fiul lui Jan, Jan Bruegel cel Tânăr (1601-1678), va deveni la rândul lui pictor, la fel ca și cei doi fii ai acestuia, Abraham și Jan Baptista.

Turnul Babel (1563)

## Lucrări
- Pilda semănătorului (1557)
- Proverbele (1559)
- Lupta dintre carnaval și post (1559)
- Jocuri de copii (1560)
- Triumful morții (1562)
- Bătălia navală din Golful Napoli (1562)
- Turnul Babel (1563)
- Calvarul (1564)
- Adorația Magilor (1564)
- Reîntoarcerea turmei (1565)
- Vânătorii în zăpadă (1565)
- Ziua însorită]] (1565)
- Peisaj de iarnă cu capcană pentru păsări (1565)[13]
- Pictorul și clienta (1565)
- Uciderea pruncilor (1565)[14]
- Țara trândavilor (1567)
- Misantropul (1568)
- Parabola orbilor (1568)
- Nuntă țărănească (1568)
- Dansul țăranilor (1568)
- Schilozii (1568)
- Cerșetorii (1569)
- Furtună pe mare (1569)

## Genealogie
|                           |                           |                           |                           | Pieter Bruegel cel Bătrân |                           |  |  |                         |                         |                         |                         |                         |                         |  |  |  |  |  |  |  |  |  |  |  |  |  |  |
|                           |                           |                           |                           |                           |                           |  |  |                         |                         |                         |                         |                         |                         |  |  |  |  |  |  |  |  |  |  |  |  |  |  |
|                           |                           |                           |                           |                           |                           |  |  |                         |                         |                         |                         |                         |                         |  |  |  |  |  |  |  |  |  |  |  |  |  |  |
| Pieter Brueghel cel Tânăr | Pieter Brueghel cel Tânăr | Pieter Brueghel cel Tânăr | Pieter Brueghel cel Tânăr | Pieter Brueghel cel Tânăr | Pieter Brueghel cel Tânăr |  |  | Jan Brueghel cel Bătrân | Jan Brueghel cel Bătrân | Jan Brueghel cel Bătrân | Jan Brueghel cel Bătrân | Jan Brueghel cel Bătrân | Jan Brueghel cel Bătrân |  |  |  |  |  |  |  |  |  |  |  |  |  |  |
| Pieter Brueghel cel Tânăr | Pieter Brueghel cel Tânăr | Pieter Brueghel cel Tânăr | Pieter Brueghel cel Tânăr | Pieter Brueghel cel Tânăr | Pieter Brueghel cel Tânăr |  |  | Jan Brueghel cel Bătrân | Jan Brueghel cel Bătrân | Jan Brueghel cel Bătrân | Jan Brueghel cel Bătrân | Jan Brueghel cel Bătrân | Jan Brueghel cel Bătrân |  |  |  |  |  |  |  |  |  |  |  |  |  |  |
|                           |                           |                           |                           |                           |                           |  |  | Jan Brueghel cel Tânăr  |                         |                         |                         |                         |                         |  |  |  |  |  |  |  |  |  |  |  |  |  |  |
|                           |                           |                           |                           |                           |                           |  |  |                         |                         |                         |                         |                         |                         |  |  |  |  |  |  |  |  |  |  |  |  |  |  |
|                           |                           |                           |                           |                           |                           |  |  | Abraham Brueghel        |                         |                         |                         |                         |                         |  |  |  |  |  |  |  |  |  |  |  |  |  |  |

## Legături externe
- Materiale media legate de Pieter Bruegel cel Bătrân la Wikimedia Commons